# IC 1915
IC 1915 — галактика типу SB?    R () у сузір'ї Годинник.
Цей об'єкт міститься в оригінальній редакції індексного каталогу.